# Câmara Municipal de Santa Maria
A Câmara Municipal de Santa Maria é a casa do poder Legislativo do Município gaúcho de Santa Maria. A Câmara Municipal de Santa Maria é o órgão legislativo do município de Santa Maria, principal cidade da região central do Rio Grande do Sul. Atualmente, está na XXVII legislatura e é composta por 21 vereadores.
O seu prédio, projetado pelo arquiteto pelo imigrante italiano Cesare da Corso, radicado em Santa Maria. O prédio sofreu influência dos projetos europeus construídos na época (Movimento Ecletista). Chamado de Centro Democrático Adelmo Simas Genro e funciona como sede da Câmara desde 7 de setembro de 1895 .Está localizado na Rua Vale Machado, n.° 1415, Centro, próximo a Avenida Rio Branco, umas das principais vias da cidade.

## História
As Câmaras Municipais tem o intuito de cuidar de interesses essencialmente do município. As primeiras atividades das Câmaras Municipais constavam das demarcações dos rócios, dos arruamentos, das restrições para edificações, do horário de recolher, do suprimento da carne, etc. Na questão de organização burocrática, não havia nenhum texto que pudesse ser seguido para a prática do ato legislativo, estes eram aditados de acordo com a necessidade do momento.
A história do Câmara Municipal de Santa Maria inicia no dia 16 de dezembro de 1857, quando Santa Maria da Boca do Monte foi elevada à Vila, pela Lei Provincial nº 400, desmembrada do município de Cachoeira do Sul. Em 1858, no dia 15 de abril ocorreu a primeira eleição onde foram escolhidos sete vereadores para compor a Câmara Municipal. Em 17 de maio de 1858, data comemorada como aniversário de Santa Maria assumem como primeiros vereadores:
- Ten. Cel. José Alves Valença - Mais votado, assumiu como o 1º presidente;
- João Pedro Niederauer;
- João Veríssimo Oliveira;
- Maximiano José Appel;
- João Thomas da Silva Brasil;
- Joaquim Moreira Lopes;
- Francisco Pereira de Miranda.

A primeira Câmara do Paço Municipal funcionou no período monárquico entre 1858 e 1860. Até o final do período monárquico houve nove Legislaturas, com continuidade do processo de eleições parlamentares até 1889.
Em 7 de setembro de 1895 foi inaugurado o prédio da Intendência, por ser um órgão do Império, onde até hoje funciona a Câmara Municipal de Vereadores de Santa Maria. O prédio - que além de ter sido sede do Legislativo, também foi sede do governo municipal, cadeia, e, um quartel da guarda - foi inaugurado em 7 de Setembro de 1895 e tem um estilo Neoclássico. O terreno onde foi construído pertencia ao município, e, foi projetado pelo imigrante italiano Cesare da Corso, radicado em Santa Maria. O prédio sofreu influência dos projetos europeus construídos na época (Movimento Ecletista).
O exercício da autonomia local permaneceu garantido na Constituição de 1891, através da emenda Lauro Sodré. No Rio Grande do Sul, é transferido aos municípios o poder de auto-organização, destacando-se como o único estado brasileiro onde os municípios possuíram Cartas próprias (Leis Orgânicas). A reforma da constituição de 1926 incluiu a autonomia municipal, sendo ampliada em 1934, dando ao município expressamente poderes até então implícitos, dentre eles o de tributar. Os constituintes, nesta época, também fizeram referências na Carta aos dois poderes municipais: a Câmara e o Executivo.
O Estado Novo cortou a tradição mantida há mais de quatro séculos de eleição do governo municipal. Porém o fez por pouco tempo. Dez anos depois os Prefeitos e Vereadores novamente eram eleitos pelo povo, o que ocorreu em 1947. Em 1963, durante a gestão do prefeito Miguel Sevi Viero é dado a ampliação da parte leste do prédio da Câmara Municipal, o que acabou por comprometer a simetria da fachada original. A partir de 1967, com a reforma constitucional, muitas variações ocorreram, incluindo também algumas cassações de direitos políticos. Em nosso município não foi diferente, vários políticos, entre eles parlamentares tiverem seus direitos cassados. Na década de 70, as restrições impostas às atribuições do Parlamento Municipal foram, aos poucos, sendo removidas.
Com o advento da Nova República e a promulgação da Constituição de 1988, o município teve referendadas as suas prerrogativas e integrar a Federação, tendo mais autonomia os Parlamentos municipais no Ato de Legislar.

## Ata de instalação
Aos dezessete dias do mês de maio do ano do nascimento de Nosso Senhor Jesus Cristo de mil oitocentos e cincoenta e oito, trigésimo sétimo da Independência e do Império, nos paços desta nova vila de Santa Maria da Boca do Monte, achando-se presente o vereador mais votado, tenente-coronel José Alves Valença, que se acha juramentado, comigo secretário interino nomeado para esse fim e para a instalação da Câmara Municipal e os vereadores João Pedro Niederauer, João Veríssimo de Oliveira, Maximiano José Appel, João Tomas da Silva Brasil, Joaquim Moreira Lopes e Francisco Pereira Miranda a esses vereador-presidente deferiu o juramento dos Santos Evangelhos na forma da lei, cujo termo se lavrou em livro para esse fim destinado, depois do que se acha instalada a Camara Municipal, e declarou a essa que se registrasse nesse livro a lei que creou esta vila assim como se participasse a S. Exa. O Senhor Presidente da Província a instalação dessa comarca, a qual deve ser publicado por edital. E para constar se lavrou esta ata em que se assinam os vereadores presentes comigo João Tomaz da Silva Brasil, secretário interino que a escrevi. O vereador-presidente José Alvez Valença, João Pedro Niederauer, Maximiano José Appel, João Tomaz da Silva Brasil, João Veríssimo de Oliveira, Francisco Pereira de Miranda e Joaquim Pereira Lopes. Santa Maria, 17 de Maio de 1858.(Foi conservada a ortografia original.)[carece de fontes?]

## Atuais vereadores
A composição atual da Câmara Municipal (2025-2028) é composta pelos seguintes vereadores:
Adelar Vargas(Bolinha),Admar Pozzobom,Alexandre Vargas,Alice Carvalho,Cel. Vargas,Givago Ribeiro,Guilherme Badke(Manequinho),Hellen Cabral,Lorenzo Pichinin,Luiz Carlos Fort,Luiz Fernando Cuozzo, Luiz Meneghetti, Marcelo Bisogno,Marina Callegaro,Rudys Confirmadíssimo,Sérgio Cechin,Sidi Cardoso,Tony Oliveira,Tubias Callil,Werner Rempel,Valdir Oliveira

### Legislativo ao longo do tempo
Período monárquico

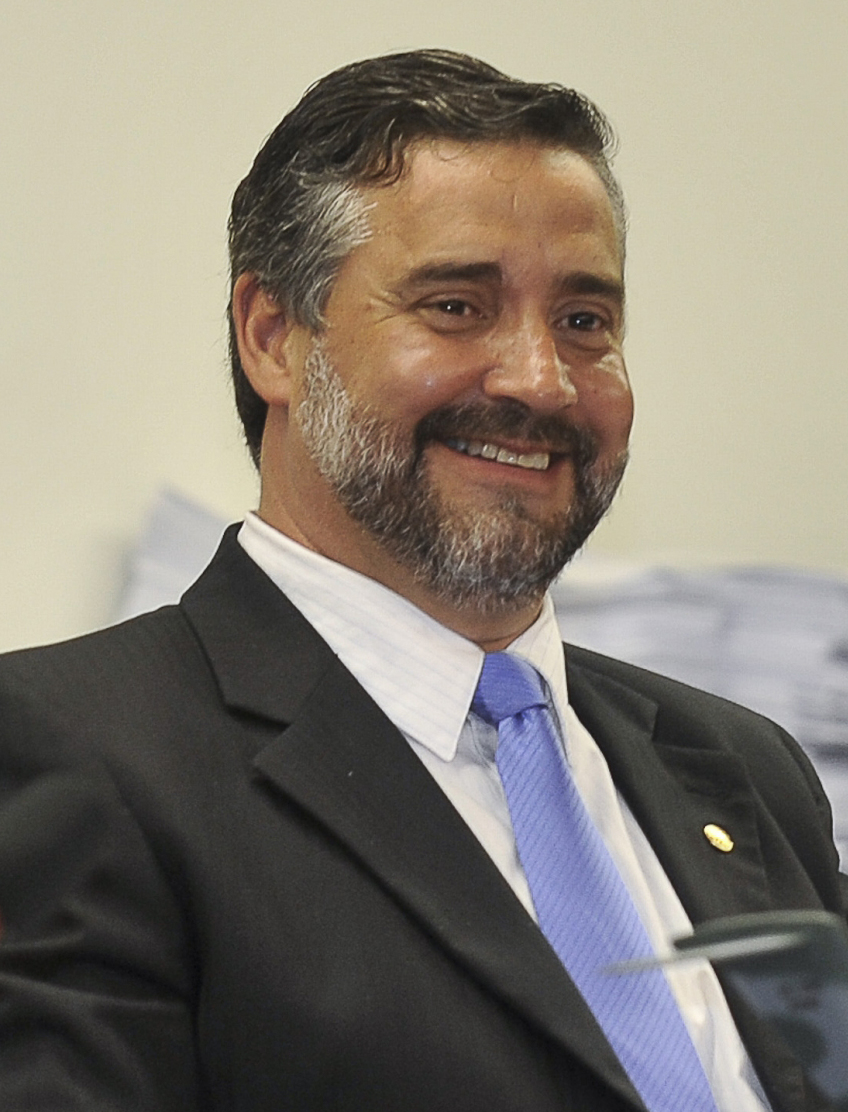
Paulo Pimenta, ex-vereador.

Durante o período monárquico compuseram a câmara municipal de Santa Maria:
1. 1ª legislatura: Posse em 18 de maio de 1858[carece de fontes?] e término em 7 de janeiro de 1861.
  - Vereadores: José Alves Valença, João Tomás da Silva Brasil, João Pedro Niederauer, Maximiano José Appel, João Veríssimo de Oliveira, Francisco de Miranda, Joaquim Moreira Lopes.
  - Suplentes: Cristiano Kruel, Francisco Custódio da Silva.
2. 2ª legislatura: Eleição em 7 de setembro de 1861 e posse em 3 de outubro de 1861.
  - Vereadores: João Antonio da Silva Cezimbra, José Alves Valença Junior, João Niederauer Sobrinho, Inácio Teixeira da Cerqueira César, Alexandre Paim de Sousa, José Martins da Silva Cardoso.
  - Suplentes: João Thomás da Silva Brazil, João Daut, Marcelino Fernandez da Silva, Reginaldo Ignácio Krieger, Cristiano Cruel, Gaspar Pereira da Silva, Joaquim José Edolo de Carvalho.
3. 3ª legislatura: Eleição em 7 de janeiro de 1865, posse em 7 de janeiro de 1865[carece de fontes?] e término em 7 de janeiro de 1869.
  - Vereadores: João Niederauer Sobrinho, Francisco Custódio da Silva, Olivério Antônio Ataide, João Daut, Cristiano Kruel, João Tomás da Silva Brasil, Joaquim Manoel Pinto Filho.
  - Suplentes: João Frederico Niederauer, Antonio José D'avila, Jacob Beck, Gabriel Meiffrer Filho, José Martins da Silva Cardozo, Ten. João Holsbak, Joaquim Manoel Pinto Filho.
4. 4ª legislatura: Eleição em 7 de setembro de 1868, posse em 7 de janeiro de 1869[carece de fontes?] e término em 7 de janeiro de 1873.
  - Vereadores: João Niederauer Sobrinho, João Davi de Medeiros, Maximiniano José Appel, José Luiz de Medeiros, Olivério Antônio de Ataide, Francisco Custódio da Silva, Joaquim Manoel Pinto Filho.
  - Suplentes: Germano Hofmeister, João Weber, Propício Pereira de Sousa, Pedro José Cassel, João Frederico Egydio Niederauer, Manoel Casemiro Pinto, Cristiano Kruel.
5. 5ª legislatura: Posse em 7 de janeiro de 1873[carece de fontes?] e término em 7 de janeiro de 1877.
  - Vereadores: Joaquim Manoel Pinto Filho, Maximiniano José Appel, Pedro José Cassel, João Weber, João José Pinto, Germano Hoffmeister, Cristiano Kruel.
  - Suplentes: João Frederico Egydio Niederauer, Martins Hacker.
6. 6ª legislatura: Posse em 7 de janeiro de 1877 e término em 7 de janeiro de 1881.
  - Vereadores: Pantaleão José Pinto (Dr.), José Gabriel Halffner, Gabriel dos Santos Morais, Francisco José das Chagas, Pedro Weinmann, Luiz João Niederauer, Alfredo de Calasans (Posse em 16 de janeiro de 1877).
  - Suplentes: Jorge Pereira da Barros, Carlos David Haag, Elias Norbenger, José Alves Valença, Julio Jaime de Figueiredo, Carlos Krebs, Manoel Pinto da Silva, Antonio Gabriel Edeler.
7. 7ª legislatura: Posse em 7 de janeiro de 1881 e término 7 de janeiro de 1883.
  - Vereadores: João Daut, Henrique Pedro Scherer, Luiz Niederauer, Pedro Weinmann, Julio Jayme de Figueiredo, Carlos Krebs, Ismael Floriano da Silva.
  - Suplentes: Antonio Carlos Pinheiro de Lemos, Ulrich Hoffmeister, Pedro Brenner, Francisco José das Chagas, Cristiano Kruel Junior, Francisco Weinmann Filho.
8. 8ª legislatura: Posse em 7 de janeiro de 1883 e término em 7 de janeiro de 1887.
  - Vereadores: Gaspar Pereira da Silva, Julio Gomes Porto, Frutuoso Borges da Fontoura, Frederico Haeffner, Basílio Francisco de Queiróz, Frederico Krebs Sobrinho, Frederico Guilherme Niederauer, Jacob Roth.
  - Suplentes: Não houve suplentes.
9. 9ª legislatura: Posse em 7 de janeiro de 1887 e término 26 de dezembro de 1889[carece de fontes?].
  - Vereadores: Francisco José Ferreira Camboim Filho, Pedro Weinmann, João Daut, João Pedro Lenz, João Fernandes Niederauer, Frederico Drayer, Francisco de Oliveira Flores, José Adolfo Pitthan.
  - Suplentes: João Appel Primo, Basílio José da Silva Pereira, Francisco José das Chagas.

Pós período monárquico
- 1947-1951: A Constituição de 1946 restabeleceu a existência do Legislativo independente do Executivo. Em 23 de novembro de 1947 realizaram-se as primeiras eleições pelo voto popular, regulamentadas pela Constituição de 1946.
  - Vereadores: Affonso Pozzobon, Antônio Lozza, Floriano De Campos Rocha, Getúlio Mário Zanchi, Higino Trevisan, Ismael Barcelos Neto, João Manoel Athaíde, Josué Piccini, José Francisco Pinto de Moraes, Léo Aragon, Luciano Martins de Castro, Luiz Ferretti, Manoel Vitorino de Oliveira, Raymundo João Cauduro, Valdemar Rodrigues da Silva.
  - Suplentes: Carlos Oscar Lang, Rubens Corrêa Krob, Matias Salatiel Fernandes, José Ignácio Xavier, Evaristo Menezes dos Santos, Jorge A. Mottecy, Antônio Corrêa, Luiz Bollick, Antônio Abelin, Carlos Beretta, Elpidio Menezes, Agostinho Martha, João Bortolo Baldissera, Vidal Castilho Dania, Osvaldo Zambonato, Faustino Cauduro.
- 1951-1955: 
  - Vereadores: Antônio Lozza, Faustino Raimundo Cauduro, Fermino Ventura dos Santos, Francisco Zeferino Rodrigues Correa, Helena Ferrari Teixeira, Hélio Helbert dos Santos, Jorge Mottecy, José Ignácio Xavier, Moacir Antunes Santana, Osvaldo Zambonatto, Pedro Arbues Martins Alvarez, Pedro Veríssimo Gomes Filho, Rubens Correa Krob, Vasco da Cunha, Virgínio Pereira Neves, Walter Cechella.
  - Suplentes: Patrício de Oliveira Flores, Soel Maciel de Oliveira, Nadir Martins dos Santos, Antoniio Abellin, Luciano Martins de Castro, Galileu Francisco Guerino, João Alberi Arrua, Aristides Lemos dos Santos, José Luiz Pedrazzi, Otacílio Silveira, Romeu Bertóia, Ary Pinheiro Bernardes, Luiz Ferretti, Armando Vallandro, Antonio Gonçalves Dias, Clóvis Moraes Rodrigues.
- 1955-1959: 
  - Vereadores: Antônio Lozza, Euclydes Gonçalves, Emanoel Oss, Fermino Ventura dos Santos, Galileu Francisco Guerino, Gregorio Macedo Coelho, Helena Ferrari Teixeira, João Dellazzana, Pantaleão Lopes, Patrício de Oliveira Flores, Miguel Sevi Viero, Moacir Antunes Santana, Raphael Theodorico da Silva, Rubens Correa Krob, Soel Maciel de Oliveira.
  - Suplentes: Sivo Barreto, Armando Vallandro, Luiz Gonçalves Trindade, Antonio Abelin, Trajano Côrtes Machado, Pedro Euclides de Siqueira, Francisco Zeferino Rodrigues Correa, Alfeu Cassal Pizzarro, Wenceslau Braga, Paulo Brilhante, Pedro Jobim da Fonseca, Ary Gonçalves, Antonio Gonçalves Dias, Vasco da Cunha, Adão Amaro da Cunha.
- 1960-1963: 
  - Vereadores: Adelmo Simas Genro, Antônio Abelin, Bismar Borges, Eduardo Rolim, Euclydes Gonçalves, Fermino Ventura dos Santos, Helena Ferrari Teixeira, Hélio Helbert dos Santos, Isidoro Lima Garcia, Manoel Malmann Filho, Nelson Marchezan, Pantaleão Lopes, Sivo Duprat Barreto, Soel Maciel de Oliveira, Waldomiro de Moura Reis.
  - Suplentes: Marciolino dos Santos, Dario Leal da Cunha, Alexandre da Cruz, Paulo Brilhante, João Amado Réquia, Lauro Soares, Alberto Theodoro Bolson, Armando Vallandro, Waldemar Kümmel, Eroni Paniz, Jacy Rodrigues Medeiros, Gaspar Martins Beltrão, Miramal de Mattos, Joaquim Sangoi (PSD), Dalton Rocha Couto (PSD), João Manoel Athayde (Pl), Dari Almilcari Mortari, Aldo Fabrício Azambuja (PTB).
- 1964-1968: 
  - Vereadores: Abílio Albino Dalla Corte, Alexandre da Cruz, Antônio Américo Vedoin, Arthur Marques Pfeifer, Carlos Renan Kurtz, Dari Almícar Mortari, Dario Leal da Cunha, Eduardo Rolim, Francisco Lemes, Homero Behr Braga, Luiz Carlos Xavier, Manoel Malmann Filho, Paulo Santos, Pedro Fernandes da Silveira, Raphael Theodorico da Silva, Waldir Aita Mozzaquatro.
  - Suplentes: Dolores Bernardes, Paulo Brilhante, Octávio Tomazzi Filho, Nilton Monti, Moisés Velasques, Francisco Figueiró, Orestes Dalcin, José Adão Corrêa de Mello, Joaquim Sangoi, Aerthe Corsino dos Santos, Raphael Xavier Pillar, João Scherer, Gaspar Martins Beltrão, Orcy de Oliveira, Luiz Menna Barreto Pelegrini, Adair Mendes Maciel, Assis Lopes Sabala, Luiz Brondani, Clóvis Assumpção, Eroni Paniz, Fernando Adão Schimidt, Luis Carlos Silveira Xavier, Hélio Ribas, Dari Amilcare Mortari.
- 1969-1972: 
  - Vereadores: Alexandre da Cruz, Américo Batistella, Dario Leal da Cunha, Erony Paniz, Euclydes Gonçalves, Francisco Paulo dos Santos Lemes, Ivory Gomes Mello, José Haidar Farret, Luiz Menna Barreto Pelegrini, Octávio Thomasi Filho, Orcy de Oliveira, Pedro Fernandes da Silveira, Rafael Theodorico da Silva, Tarso Fernando Genro, Waldemar Kümmel.
  - Suplentes: Eloy Ricaldi, Arnildo Martinez Müller, Darcy Vedoin, José Adão Correa De Melo, José Gabriel de Moraes Brenner, Horst Oscar Lippold, Adão Jorge, Osvaldo Nascimento, Antônio Carlos Bender, João Dellazzana, Nilton Monti, Antônio Sineide Costa, Noêmio Toniollo, Idalécio Rodrigues Dos Santos, Adair Mendes Maciel.
- 1973-1976: 
  - Vereadores: Abílio Albino Dalla Corte, Adi João Forgiarini, Antônio Sineide Costa, Augusto Cechin, Carlos Alberto Robinson, César Augusto Schirmer, Dario Leal da Cunha, Eloy Ricaldi, Erly de Almeida Lima, Erony Paniz, Ivory Gomes Mello, João Álvaro Machado, João Dellazzana, João Gilberto Lucas Coelho, José Gomes Barreto, Luiz Avozani, Luiz Carlos Iop Druzian, Maria Eloá Philbert Pavani, Pedro Fernandes da Silveira, Orcy de Oliveira, Osvaldo Nascimento da Silva.
  - Suplentes: Jones Santelano, José Adão Correa de Mello, Luiz Gylvan Meira, Raphael Ernesto de Campos Theodorico, Oscar Einloft, Helmuth Preigchadt, Paulo Ruy Rodrigues Leal, Adão Jorge, Élio Lourenço Favarin, José Liberato Pires Ferreira, Wilson Machado, Adão Amaro da Cunha.
- 1977-1982: 
  - Vereadores: Abílio Albino Dalla Corte, Adelmo Genro Filho, Arnaldo Francisco Rosado de Souza, Arnildo Martinez Müller, Dario Leal da Cunha, Elói Ricaldi, Eloir Tavares Borges, Ivory Gomes de Mello, Loraci Wole de Lima, João Alberto Peripolli, João Nascimento da Silva, José Adão Correa de Mello, José Edson Link, Lauro Machado Soares, Lourenço Rebelatto, Luiz Carlos Iop Druzian, Maria Rita de Assis Brasil Weigert, Orcy de Oliveira, Pedro Fernandes da Silveira, Sérgio Miguel Achutti Blattes, Renor Paulo Beltrami, Rubens Augusto Pedrazzi.
  - Suplentes: João Dellazzana, Newton Cecil Guerino, Juan Vicente Santini, Augusto Cechin, Adão Rosa Garcia, Elio Lourenço Favarin, Carlos Evanói Vieira.
- 1983-1988: 
  - Vereadores: Adi João Forgiarini, Antônio Sineide Costa, Arnaldo Francisco Rosado de Souza, Arnildo Martinez Müller, Arthur Marques Pfeifer, Carlos Evanói Vieira, João Nascimento da Silva, Lari Monteiro Martins, Lauro Machado Soares, Luiz Henrique Rangel Figueiredo, Luiz Roberto Simon do Monte, Marco Antônio Machado, Marcos Flávio Rolim, Miramal de Mattos, Mosar Gonçalves da Costa, Onélio Pedro Montagner Prevedello, Orcy de Oliveira, Pedro Fernandes da Silveira, Sérgio Miguel Achutti Blates, Sérgio Roberto Cechin, Waldir João Zamberlan.
  - Suplentes: Adelson Gonçalves, Antenor Pereira da Rosa, Antônio Carlos Freitas Vale de Lemos, Augusto Cechin, Carlos Edison Domingues, Deomar Schaeffer, Irene Marin, José Adão Correa de Mello, José Edson Link, Luiz Carlos Iop Druzian, Marne Franco Rosa, Nelson Dal Forno Zimermann, Newton Cecil Guerino.
- 1989-1992: 
  - Vereadores: Abdo Achutti Mottecy, Adi João Forgiarini, Arnildo Martinez Müller, Antônio Sineide Costa, Antônio Valdeci de Oliveira, Arnaldo Francisco Rosado de Souza, Binicio Fernandes da Silveira, Clédio Callegaro da Silveira, Elias Pacheco Neto, Fernando Trindade Pillusky, Gualcir Candaten, Humberto Gabbi Zanatta, James Silveira Pizzarro, João Nascimento da Silva, José Manoel da Silveira Filho, Mosar Gonçalves da Costa, Ony Lacerda da Silva, Paulo Roberto Severo Pimenta, Rejane Flores da Costa, Renato Paim da Rocha, Sérgio Roberto Cechin.
  - Suplentes: Vicente Paulo Bisogno, Elizabeth Gonçalves, Erony Paniz, Enir Garcia dos Reis, Lauro Manhagno, Luiz Gonzaga Trindade, Marne Franco Rosa.
- 1993-1996: 
  - Vereadores: Abdo Achutti Mottecy, Adão da Silva Nunes, Adi João Forgiarini, Antônio Sineide Costa, Antônio Valdeci de Oliveira, Arnildo Martinez Müller, Cláudio Francisco Pereira da Rosa, Clédio Callegaro da Silveira, Fernando Trindade Pilluski, Isaías do Amaral Romero, Jaime Guilherme Homrich, José Luiz Coden, José Manoel da Silveira Filho, Maria Gessi Bento, Ony Lacerda da Silva, Paulo Airton Denardin, Paulo Roberto Severo Pimenta, Pedro Anselmo Santini, Valmir Justen, Vicente Paulo Bisogno, Werner Rempel.
  - Suplentes: Elias Pacheco Neto, Enir Garcia dos Reis, Erony Paniz, Fernando Adão Schimidt, Itaúba Siqueira de Souza, Luiz Carlos Iop Druzian, José Renato Paim da Rocha.
- 1997-2000: 
  - Vereadores: Anita Costa Beber, Antônio Sineide Costa, Claudio Francisco Pereira da Rosa, Danier Renato Maciel Avello, Elias Pacheco Neto, Enir Garcia Dos Reis, Luiz Fernando Vargas de Menezes, Fernando Trindade Pillusky, Giovani Carter Mânica, Júlio César de Almeida Brenner, Luis Carlos Dalla Pícolla, Luiz Gonzaga Pereira Trindade, Luiz Carlos Iop Druzian, Magali Marques da Rocha Adriano, Osvaldo Vargas Severo, Paulo Airton Denardin, Sirlei Rodrigues Dalla Lana, Paulo Sidinei Schmidt, Valmir Justen, Vilmar Teixeira Galvão, Werner Rempel.
  - Suplentes: Adão Da Silva Nunes, Adi João Forgiarini, Selvino Luiz Cogo, Isaías do Amaral Romero, Deonísio Kuchinski, Delmar de Souza Guerra, Clédio Callegaro da Silveira.
- 2001-2004: 
  - Vereadores: Anita Costa Beber, Carlos Alberto Souza Buzatti, Celestino Forgiarini Ferreira, Circe Terezinha Da Rocha, Cláudio Francisco Pereira da Rosa, Clédio Callegaro da Silveira, Danier Renato Maciel Avello, Deonízio Kuchinscki, Enir Garcia dos Reis, Fabiano Pereira, Gilson Paulo Dutra de Souza, Isaías do Amaral Romero, Júlio César de Almeida Brenner, Magali Marques Rocha Adriano, Manoel Renato Teles Badke, Marcelo Zappe Bisogno, Misiara Cristina Oliveira, Paulo Airton Denardin, Paulo Sidinei Schimidt, Sérgio Roberto Cechin, Vilmar Galvão, Werner Rempel.
  - Suplentes: José Silva, Jorge Pozzobom, Selvino Cogo.
- 2005-2008: 
  - Vereadores: Alamir Tubias Machado Calil, Anita Tereza Costa Beber, Cláudio Francisco Pereira da Rosa, Isaías do Amaral Romero, Jorge Cladistone Pozzobom, João Carlos Maciel da Silva, Júlio César de Almeida Brenner, Loreni da Silva Maciel, Luiz Carlos Ávila da Silva, Magali Marques da Rocha Adriano, Misiara Cristina Oliveira, Ovídio da Silva Mayer, Sérgio Roberto Cechin, Vilmar Teixeira Galvão.
  - Suplentes: Jorge Trindade, Dalmo Gilberto, Dionizio Kuchinski, Paulo Airton Denardin, Sandra Rebelatto, Manoel Teles Badke.
- 2009-2012: 
  - Vereadores: Jorge Ricardo Xavier, Marion Mortari, Paulo Airton Denardin, Sandra Rebelato, Helen Martins Cabral, Jorge Carlos Trindade Soares, Luiz Carlos (Fort), Isaias do Amaral Romero, João Carlos Maciel, Maria de Lourdes Castro, Tubias Calil, Manoel Renato Teles Badke, Admar Pozzobom, Werner Rempel.
- 2013-2016
  - Vereadores: Admar Pozzobom, Anita Costa Beber, Cézar Gehm, Daniel Diniz, Deili Silva (Drª Deili), Dr Tavores, Fort, Isaias Romero, João Kaus, Cel. Vargas, Jorge Trindade (Jorjão), Luciano Guerra, Manoel Badke (Prof. Maneco), Marcelo Bisogno, Marta Zanella, João Chaves, Paulo Denardin, Sandra Rebelato, Sérgio Cechin, Werner Rempel.
- 2017-2020
  - Vereadores: Adelar Vargas (Bolinha), Admar Pozzobom, Celita da Silva, Daniel Diniz, Deili Silva (Drª Deili), Francisco Harrison (Dr. Francisco), João Chaves, Cel. Vargas, Jorge Trindade (Jorjão), Juliano Soares (Juba), Leopoldo Ochulaki (Alemão do Gás), Luci Duartes (Prof Luci Tia da Moto), Luciano Guerra, Manoel Badke (Professor Maneco), Maria Aparecida Brizola (Drª Cida Brizola), Marion Mortari, Ovídio Mayer ( Dr. Ovídio), Valdir Oliveira, Vanderlei Araújo
  - Suplentes: Cézar Gehm, João Kaus, Lorena dos Santos (Pastora Lorena)
- 2021-2024
  - Vereadores: Adelar Vargas (Bolinha), Admar Pozzobom, Alexandre Vargas, Anita Costa Beber, Antonio Elemar (Tony Oliveira), Danclar Jesus (Professor Danclar) , Getúlio Vargas (Delegado Getúlio), Givago Bitencourt, João Ricardo Vargas (Coronel Vargas), Juliano Soares (Juba), Luci Duartes (Prof Luci Tia da Moto), Manoel Badke (Professor Maneco), Marina Callegaro, Pablo Pacheco, Paulo Ricardo Pedroso, Ricardo Blattes, Roberta Leitão, Rudys Rodrigues, Tubias Callil, Valdir Oliveira e Werner Rempel.